# Helmut Lippelt

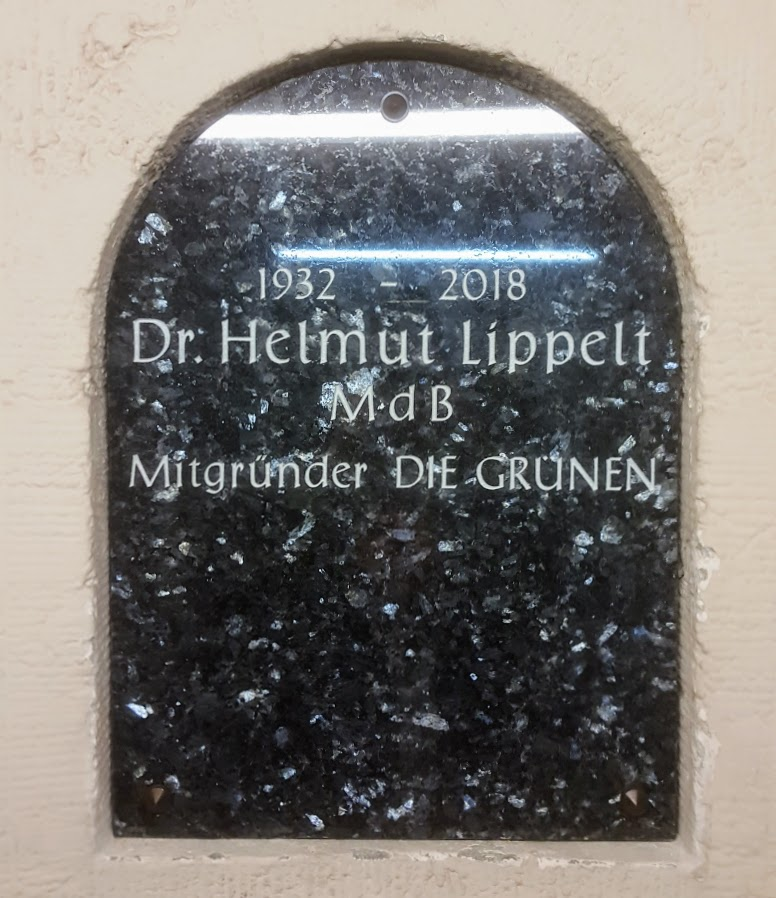
Urnengrab von Helmut Lippelt auf dem III. Städtischen Friedhof Stubenrauchstraße in Berlin

Helmut Lippelt (* 24. März 1932 in Celle; † 3. Januar 2018 in Berlin) war ein deutscher Historiker und Politiker (Bündnis 90/Die Grünen). Er war von 1987 bis 1990 und von 1994 bis 2002 Mitglied des Deutschen Bundestages.

## Leben und Wirken
Nach dem Abitur im Jahre 1950 studierte Lippelt Geschichte, Philosophie und Germanistik an den Universitäten München, Erlangen und Göttingen, kehrte aber 1955 nach Celle zurück, um die Geschäftsführung der väterlichen Landhandelsfirma zu übernehmen. Nachdem er den Betrieb zehn Jahre lang geführt hatte, widmete er sich 1965 wieder seiner akademischen Laufbahn und wurde wissenschaftlicher Mitarbeiter am Institut für Europäische Geschichte in Mainz. Im Jahr 1966 wurde er in Göttingen promoviert zum Dr. phil. mit einer von Hermann Heimpel angeregten Arbeit zu Thietmar von Merseburg. Dabei versuchte Lippelt, „den Zusammenhängen zwischen Thietmars chronistischer Darstellung und seinen individuellen Äußerungen nachzugehen, den Assoziationen seines Diktats zu folgen, in seinen Konflikten und Skrupeln seine Probleme zu erkennen, diese aber in Beziehung zu setzen zu den ihn geistig formenden Potenzen: adelige Herkunft, geistliches Amt und Königtum“. Im Jahr 1970 ging er für zwei Jahre für Archivstudien nach London. Seit 1972 war er als Historiker, seit 1974 außerdem als Gemeinschaftskundelehrer in Hannover tätig.
Von 1964 bis 1977 war Lippelt Mitglied der SPD. 1978 war er an der Gründung der GLU in Niedersachsen beteiligt, die sich nach deren Gründung Anfang 1980 der Partei Die Grünen anschloss. Lippelt war dreimal Mitglied im Bundesvorstand der Grünen. Zunächst 1980 bis 1981 und 1990 bis 1991, nach der Vereinigung der Grünen mit dem Bündnis 90 auch 1993 bis 1994 bei der gesamtdeutschen Partei Bündnis 90/Die Grünen.
Lippelt sammelte parlamentarische Erfahrung auf Landes- und Bundesebene. So war er von 1982 bis 1985 Mitglied des Niedersächsischen Landtags. 1987 wurde er erstmals in den Deutschen Bundestag gewählt, war 1988/89 einer von drei Fraktionssprechern, musste aber wegen des Scheiterns der Grünen in Westdeutschland an der Fünf-Prozent-Hürde bei der Bundestagswahl 1990 ausscheiden. Nach dem Wiedereinzug der Grünen war auch Lippelt von 1994 bis 2002 erneut Mitglied des Bundestages. Besonders engagierte er sich im Bereich der Außenpolitik und vertrat die Grünen unter anderem im Auswärtigen Ausschuss des Bundestages.

## Schriften
- Thietmar von Merseburg – Reichsbischof und Chronist (= Mitteldeutsche Forschungen. Bd. 72). Böhlau, Köln 1973, ISBN 3-412-83673-7.